# Мурат бей Тардич
Мурат бей Тардич (на хърватски: Murat-beg Tardić) е хърватин по произход, главнокомандващ армията на Османската империя.
Според източниците Тардич е роден в Шибеник и има брат на име Юрай (Juraj) или Джорджи (Zorzi), който е свещеник. Като млад Мурат е заробен и отведен в двора на Гази Хюсрев бей. Впоследствие приема исляма и след като влиза в османската армия, бързо се издига. Като приближен на Гази Хюсрев бей завладява голям брой градове в Северна Босна и Хърватия. През 1528 г. завзема Яйце. На 12 март 1537 г. превзема крепостта Клис след ожесточен бой с бойците на Петър Кружич, за което получава титлата бей.
Назначен е за санджак бей на Славония. Умира през 1545/1546 г. и е погребан в по-малкото тюрбе в двора на Гази Хюсрев бей джамия в Сараево.